# Фріда Естберг
Фріда Естберг (швед. Frida Östberg, нар. 10 грудня 1977) — колишня шведська футболістка, яка грала на позиції півзахисниці клубу «Умео» та національної збірної Швеції.

## Клубна кар'єра
1995 року Фріда Естберг разом зі своєю одноклубницею по дівочому футболу Малін Мострем була прийнята до клубу «Умео», який у тому ж році виграв перший дивізіон «Північ» та був підвищений до найвищого дивізіону Damallsvenskan. За роки виступів в «Умео» Фріда Естберг та Малін Мострем допомогли команді неодноразово виграти титул чемпіонок Швеції та кубок Швеції, а також двічі виграли найпрестижніший клубний турнір в жіночому футболі — Кубок УЄФА.
У сезонах 2006 та 2007 років Фріда Естберг виступала у складі «Лінчепінг», після чого знову повернулась до «Умео» на сезон 2008 року.
У 2008 році Естберг отримала нагороду Diamantbollen, який вручається найкращій шведській футболістці року.
Після отримання вигідної фінансової пропозиції від команди американської професійної жіночої ліги, вона продовжила кар'єру в США у складі команди «Чикаго Ред Старз», але вже у 2010 році Фріда Естберг через вагітність закінчила спортивну кар'єру.

## Кар'єра в збірній
Фріда Естберг була ключовою гравчинею збірної Швеції, я складі якої дебютувала 13 травня 2001 року у матчі проти збірної Норвегії (1:3). 
Естберг брала участь на чемпіонаті світу-2003 та чемпіонатах світу-2007, а також на Олімпійських іграх 2004 та 2008 років.
Загалом за національну збірну Фріда Естберг зіграла 78 разів, забивши двічі.

## Досягнення

### Командні
Кубок УЄФА:
- Переможниця (2): 2003, 2004

Дамаллсвенскан:
- Чемпіон (3): 2000, 2001, 2002

Кубок Швеції:
- Володарка (3): 2001, 2002, 2003

### Збірна
- Чемпіонат світу :
  -  Срібло (1): 2003